# Céret
Céret (em catalão:  Ceret) é uma comuna francesa na região administrativa da Occitânia, no departamento dos Pirenéus Orientais. Estende-se por uma área de 37.86 km², com 7.821 habitantes, segundo o censo de 2018, com uma densidade de 210 hab/km².